# Marta Menegatti
Marta Menegatti (ur. 16 sierpnia 1990) – włoska siatkarka plażowa.

## Życiorys
Od 2012 roku Marta grała w parze z Gretą Cicolari. Włoszki zakwalifikowały się na Igrzyska Olimpijskie 2012, gdzie, po wygraniu wszystkich meczów w grupie F, doszły do ćwierćfinału. Od sierpnia 2013 gra w parze z Victoria Orsi.